# Amphoe Samoeng

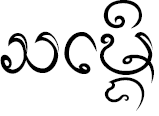
„Samoeng“ in Lan-Na-Schrift

Amphoe Samoeng (thailändisch อำเภอ สะเมิง) ist ein Landkreis (Amphoe – Verwaltungs-Distrikt) der Provinz Chiang Mai. Die Provinz Chiang Mai liegt in der Nordregion von Thailand.

## Geographie
Benachbarte Landkreise (von Norden im Uhrzeigersinn): die Amphoe Mae Taeng, Mae Rim, Hang Dong, Mae Wang, Mae Chaem und Galyani Vadhana der Provinz Chiang Mai, sowie Pai der Mae Hong Son.

## Geschichte
Der Bezirk Samoeng wurde im Jahr 1902 gegründet.
1937 wurde er zu einem „Zweigkreis“ (King Amphoe) zurückgestuft und erlangte erst 1958 wieder den vollen Amphoe-Status.

## Verwaltung

### Provinzverwaltung
Der Landkreis Samoeng ist in fünf Tambon („Unterbezirke“ oder „Gemeinden“) eingeteilt, die sich weiter in 45 Muban („Dörfer“) unterteilen.
| Nr. | Name         | Thai      | Muban | Einw. |
| --- | ------------ | --------- | ----- | ----- |
| 01. | Samoeng Tai  | สะเมิงใต้   | 11    | 5.394 |
| 02. | Samoeng Nuea | สะเมิงเหนือ | 06    | 3.251 |
| 03. | Mae Sap      | แม่สาบ     | 10    | 3.366 |
| 04. | Bo Kaeo      | บ่อแก้ว     | 10    | 7.727 |
| 05. | Yang Moen    | ยั้งเมิน     | 08    | 3.551 |

### Lokalverwaltung
Es gibt eine Kommune mit „Kleinstadt“-Status (Thesaban Tambon) im Landkreis:
- Samoeng Tai (Thai: เทศบาลตำบลสะเมิงใต้) bestehend aus dem kompletten Tambon Samoeng Tai.

Außerdem gibt es vier „Tambon-Verwaltungsorganisationen“ (องค์การบริหารส่วนตำบล – Tambon Administrative Organizations, TAO)
- Samoeng Nuea (Thai: องค์การบริหารส่วนตำบลสะเมิงเหนือ) bestehend aus dem kompletten Tambon Samoeng Nuea.
- Mae Sap (Thai: องค์การบริหารส่วนตำบลแม่สาบ) bestehend aus dem kompletten Tambon Mae Sap.
- Bo Kaeo (Thai: องค์การบริหารส่วนตำบลบ่อแก้ว) bestehend aus dem kompletten Tambon Bo Kaeo.
- Yang Moen (Thai: องค์การบริหารส่วนตำบลยั้งเมิน) bestehend aus dem kompletten Tambon Yang Moen.